# Kefersteinia tolimensis
Kefersteinia tolimensis är en orkidéart som beskrevs av Rudolf Schlechter. Kefersteinia tolimensis ingår i släktet Kefersteinia och familjen orkidéer. Inga underarter finns listade i Catalogue of Life.

## Bildgalleri

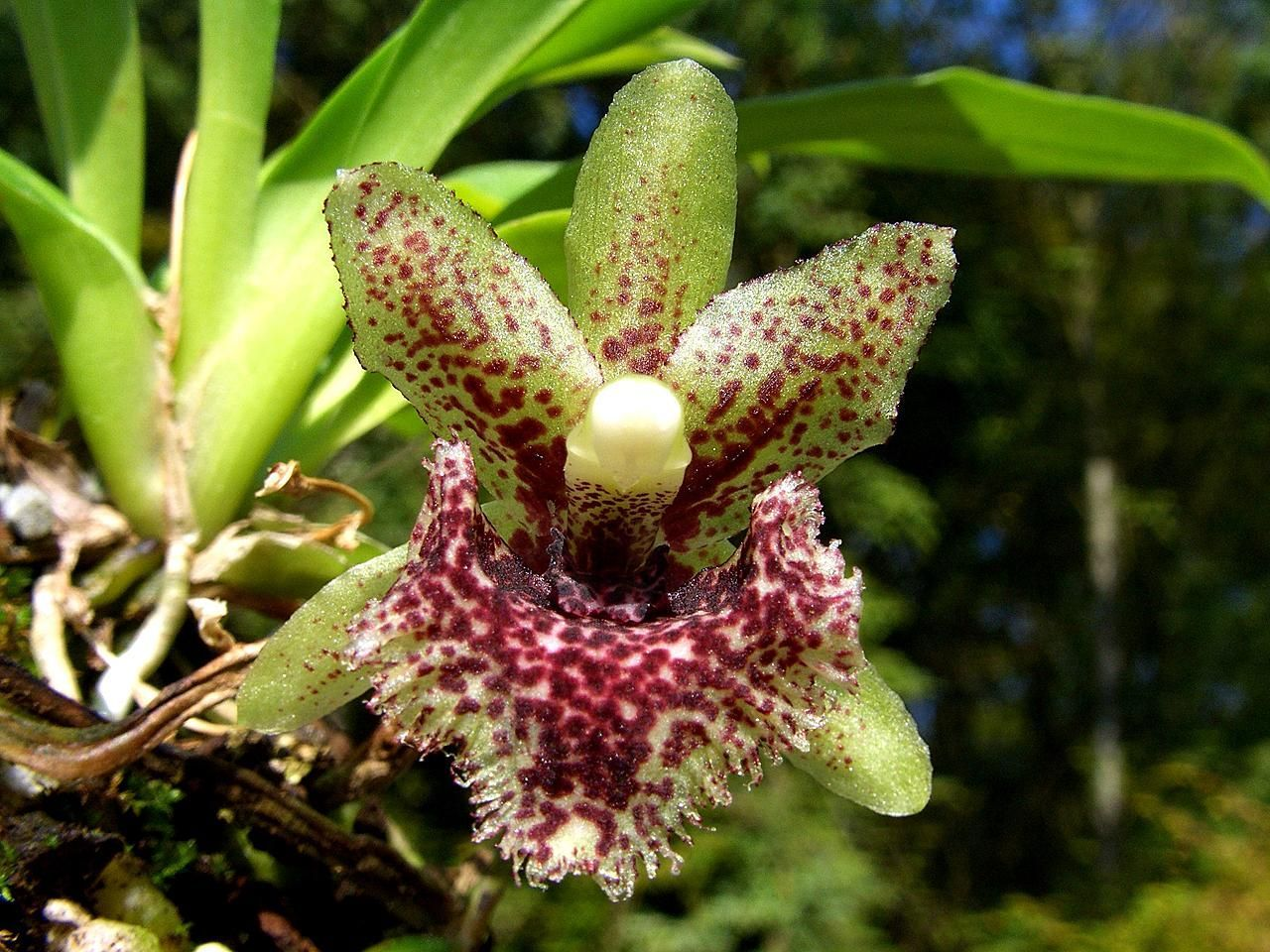
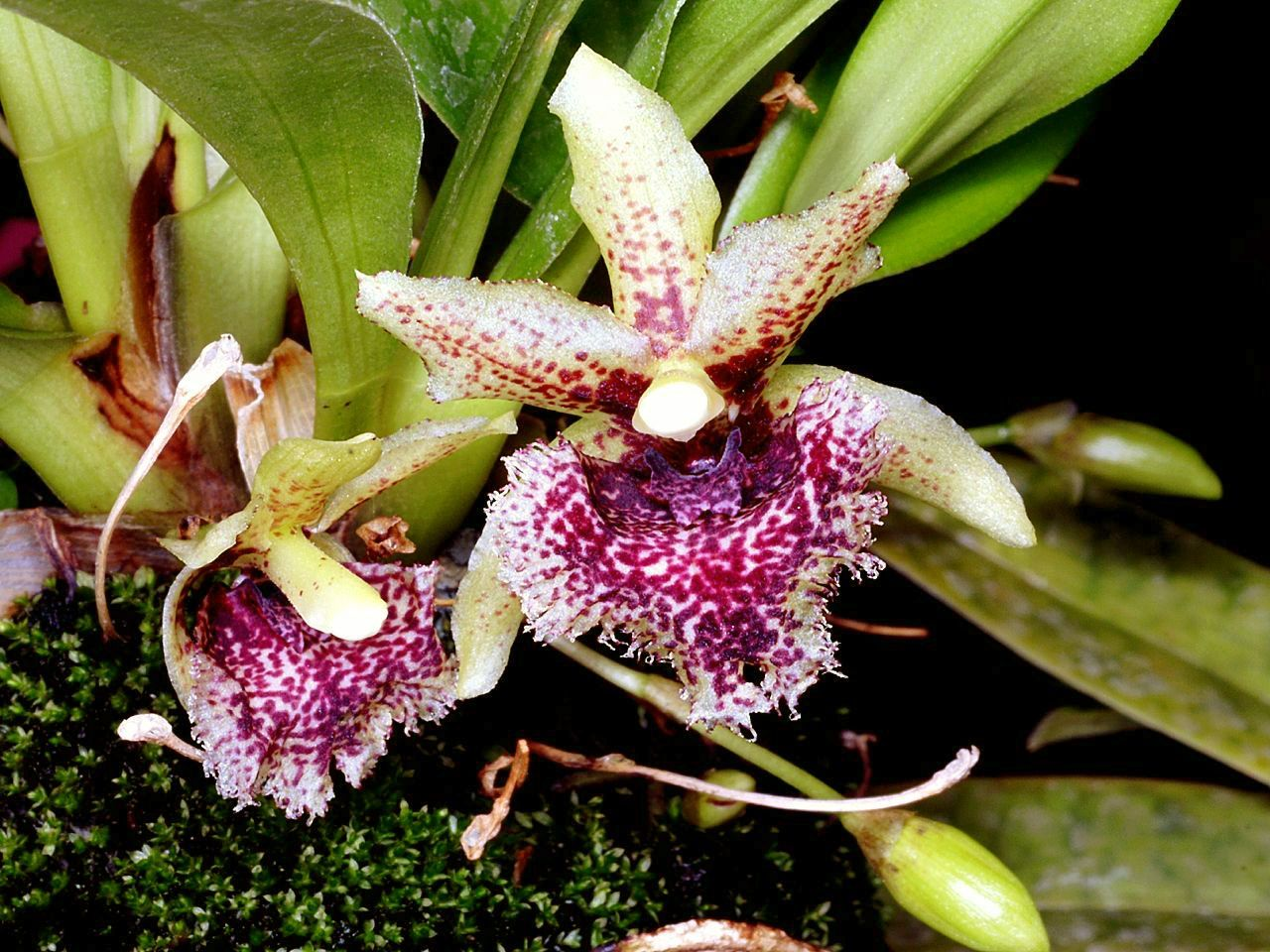